# 마법사 토토
마법사 토토는 TSR의 던전 앤 드래곤 롤플레잉 게임을 기반으로 한 미국의 TV 애니메이션 시리즈이다. 마블 프로덕션과 TSR이 공동으로 제작한 이 애니메이션은 CBS에서 1983년부터 1985년까지 총 27개의 에피소드로 방영되었다.
대한민국에서는 1993년 3월 22일부터 1993년 4월 16일까지 MBC에서 방영되었다.

## 등장인물
- 행크
- 에릭
- 다이아나
- 프레스토
- 셰일라
- 바비
- 유니
- 던전 마스터
- 벤저
- 셰도우 데몬
- 티아마트

## 한국판 성우진 (MBC)
- 박일
- 손원일
- 이선주
- 이미자
- 황미영
- 정희선
- 김병관
- 한규희
- 한상혁